# Liste der Bodendenkmale in Elsdorf (Niedersachsen)
In der Liste der Bodendenkmale in Elsdorf sind alle Bodendenkmale der niedersächsischen Gemeinde Elsdorf (Niedersachsen) aufgelistet. Die Quelle ist der Denkmalatlas Niedersachsen. 
Der Stand der Liste ist der 3. Dezember 2024.
Allgemein

Elsdorf im Landkreis Rotenburg (Wümme)

In den Spalten finden sich folgende Informationen des Bodendenkmales:
Lagegeographische Koordinaten
BezeichnungBezeichnung lt. Denkmalatlas
BeschreibungBeschreibung lt. Denkmalatlas
IDObjekt-ID
BildBild, ggf. zusätzlich mit Link zu weiteren Fotos im Medienarchiv Wikimedia Commons.

## Ehestorf

### Ehestorf 1
- ID:28979786
- Grabhügelfeld

| Lage                        | Bezeichnung | Beschreibung | ID       | Bild |
| --------------------------- | ----------- | --- | -------- | ---- |
| 53° 15′ 28″ N, 9° 23′ 1″ O  | Ehestorf 4  | Durchmesser ca. 14 m und Höhe nach Westen ca. 0,6 m, nach Norden ca. 0,3 m.                                                                                   | 28979885 | BW   |
| 53° 15′ 28″ N, 9° 23′ 1″ O  | Ehestorf 8  | Durchmesser ca. 10 m und Höhe ca. 0,5 m. | 28979885 | BW   |
| 53° 15′ 29″ N, 9° 23′ 5″ O  | Ehestorf 9  | Durchmesser ca. 15 m und Höhe ca. 0,75 m. | 28979902 | BW   |
| 53° 15′ 32″ N, 9° 23′ 10″ O | Ehestorf 11 | Durchmesser ca. 14 m und Höhe ca. 1 m. Rundlich. Ebenmäßig gewölbt; Rand schwach abgesetzt. In der Mitte alte Eingrabung.                                     | 28979764 | BW   |
| 53° 15′ 31″ N, 9° 23′ 7″ O  | Ehestorf 17 | Länglich (Südost-Nordost verlaufend) mit schwach abgesetztem Rand und kleineren, runden Kuppe auf dem östlichen Ende, Größe ca. 21 × 14 m und Höhe ca. 0,8 m. | 28979660 | BW   |

## Frankenbostel
| Lage                        | Bezeichnung                 | Beschreibung                                                                                   | ID       | Bild |
| --------------------------- | --------------------------- | ---------------------------------------------------------------------------------------------- | -------- | ---- |
| 53° 16′ 54″ N, 9° 21′ 16″ O | Frankenbostel 4, Grabhügel  | Durchmesser ca. 20 m und Höhe ca. 1 m.                                                         | 28980010 | BW   |
| 53° 16′ 33″ N, 9° 19′ 43″ O | Frankenbostel 41, Grabhügel | Ursprünglich Dm. 15 m, H. 0,5 m. Heute durch die Umwandlung von Weide in Ackerland eingeebnet. | 28979911 | BW   |

## Hatzte
| Lage                        | Bezeichnung          | Beschreibung                             | ID       | Bild |
| --------------------------- | -------------------- | ---------------------------------------- | -------- | ---- |
| 53° 15′ 9″ N, 9° 25′ 55″ O  | Hatzte 6, Grabhügel  | Größe 15 × 8 m; H. 1,6 m.                | 28979661 | BW   |
| 53° 14′ 56″ N, 9° 25′ 55″ O | Hatzte 12, Grabhügel | Durchmesser ca. 12 m und Höhe ca. 1 m.   | 28980024 | BW   |
| 53° 14′ 56″ N, 9° 25′ 53″ O | Hatzte 13, Grabhügel | Durchmesser ca. 18 m und Höhe ca. 1,4 m. | 28980025 | BW   |

## Volkensen
| Lage                        | Bezeichnung             | Beschreibung | ID       | Bild |
| --------------------------- | ----------------------- | --- | -------- | ---- |
| 53° 17′ 23″ N, 9° 25′ 8″ O  | Volkensen 5, Grabhügel  | Durchmesser ca. 18 – 20 m und Höhe ca. 1,2 m. Rand deutlich abgesetzt, abgesehen von einer kleinen Ausbuchtung im Westen. Mitte abgeflacht, wahrscheinlich ehemals angegraben. | 28979783 | BW   |
| 53° 16′ 21″ N, 9° 25′ 41″ O | Volkensen 32, Grabhügel | Durchmesser ca. 15 m und Höhe ca. 1,3 m. | 28979790 | BW   |

### Volkensen 2
- ID:28979903
- von fünf Grabhügeln. Durchmesser 11 – 20 m, Höhe 0,6 – 1,5 m.

| Lage                        | Bezeichnung  | Beschreibung                                                                        | ID       | Bild |
| --------------------------- | ------------ | ----------------------------------------------------------------------------------- | -------- | ---- |
| 53° 16′ 56″ N, 9° 25′ 51″ O | Volkensen 2  | Durchmesser ca. 16 m und Höhe ca. 1,5 m.                                            | 28979904 | BW   |
| 53° 17′ 1″ N, 9° 25′ 55″ O  | Volkensen 18 | Durchmesser ca. 15 m und Höhe ca. 1 m.                                              | 28980019 | BW   |
| 53° 16′ 57″ N, 9° 25′ 49″ O | Volkensen 20 | Durchmesser ca. 16 m und Höhe ca. 1 m.                                              | 28979892 | BW   |
| 53° 16′ 58″ N, 9° 25′ 46″ O | Volkensen 21 | Durchmesser ca. 20 m und Höhe ca. 1,2 m. In der Mitte eine weite, tiefe Einsenkung. | 28979893 | BW   |
| 53° 16′ 58″ N, 9° 25′ 42″ O | Volkensen 22 | Durchmesser ca. 8 m und Höhe ca. 0,6 m.                                             | 28979896 | BW   |